# Tandikat
Tandikat (indonez. Gunung Tandikat) – czynny wulkan w środkowej części wyspy Sumatra w Indonezji, w górach Barisan; zaliczany do stratowulkanów. Wysokość 2438 m n.p.m. Bliźniaczy z nieaktywnym wulkanem Singgalang.
Zanotowano trzy jego erupcje, ostatnia w 1924 r.